# Amblem tajnog pisma sveta
Amblem tajnog pisma sveta je književnoumetnička nagrada, koju su ustanovile beogradske Zavetine 2000. godine Nagrada se dodeljuje s vremena na vreme savremenim umetnicima i njihovim delima, koja pripadaju visokoj srpskoj umetnosti i kulturi. Konkurs za ovu nagradu raspisuje se svake kalendarske godine.

## Dobitnici
2007:
Prvi put je književna nagrada Amblem tajnog pisma sveta dodeljena 2008. godine pesniku Aleksandru Lukiću (1957), za knjigu pesama JASPIS, u izdanju Narodne knjige iz Beograda (2007, 77 str). Nagradu čini štampanje izabranih ili odabranih dela. Sabrani radovi A. Lukića u 8 knjiga objavljeni su sredinom 2008. godine na kompakt disku.
2010:
Petre Krdu (1952 - 2011). Nagradu čini, pored zaštitne povelje, i publikovanje odabranih pesama P. Krdua.